# M-106
La M-106 es una carretera de la Red Secundaria de la Comunidad de Madrid. Con una longitud de 4,49 km, une el municipio de Algete con la autovía M-100 a la altura de San Sebastián de los Reyes (en la conocida "rotonda del casetón"), permitiendo a través de esta el enlace con la autovía A-1.

## Tráfico
Esta vía registró en 2011 un tráfico promedio de 22 220 vehículos diarios y de esta cifra cerca de un 10 % son vehículos pesados. Desde el año 2008 la carretera registra un descenso acumulado del tráfico de un 16,5 %.